# Eskil (arcybiskup Lund)
Eskil (ur. ok. 1100, zm. 6 lub 7 września 1181 w Clairvaux) – duński duchowny katolicki, w latach 1134–1137 biskup Roskilde, w latach 1137–1177 arcybiskup Lund.

## Życiorys

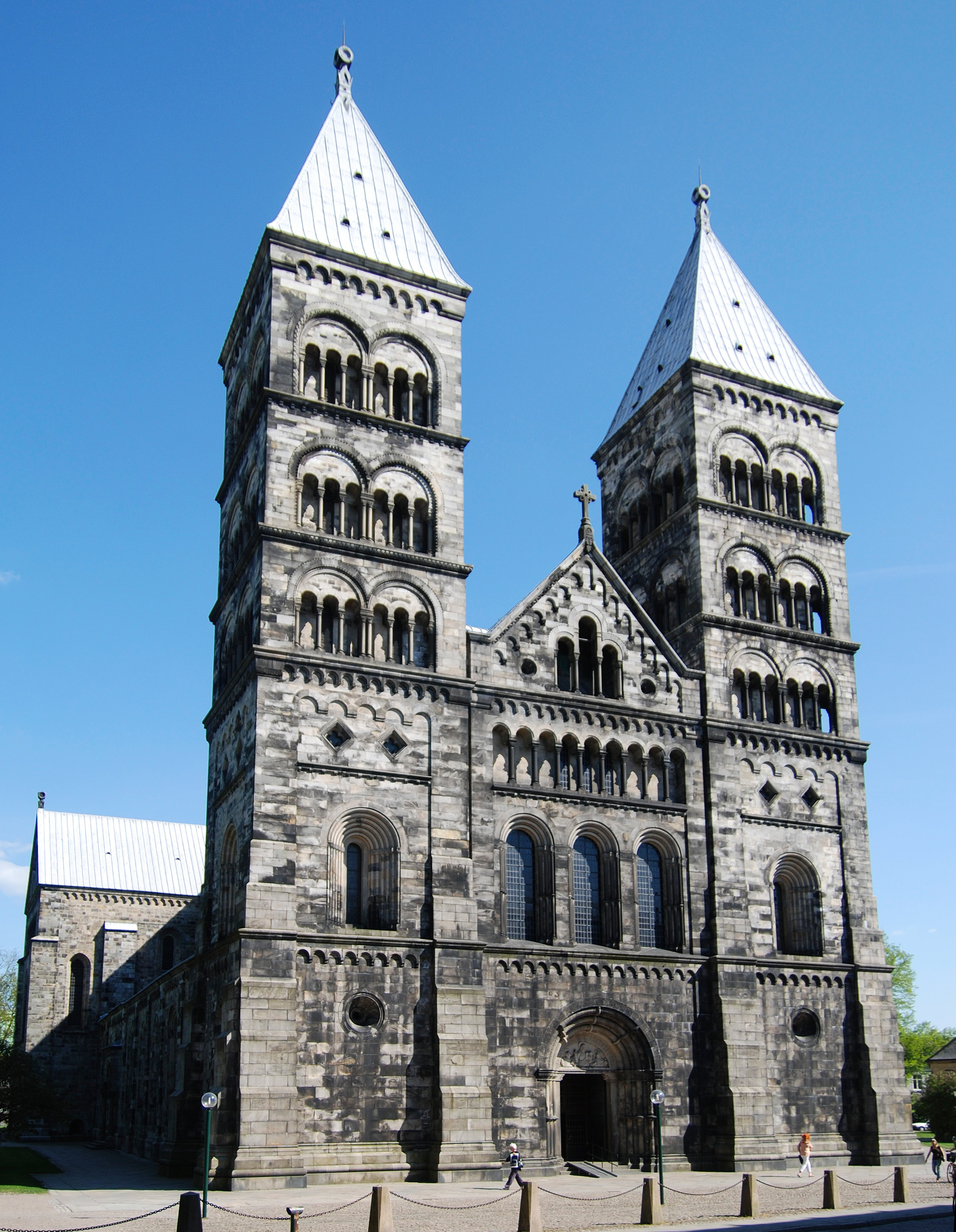
Romańska katedra w Lund, dawne miejsce koronacji duńskich monarchów, konsekrowana przez Eskila

Eskil pochodził z możnej rodziny duńskiej. Ok. 1116 wstąpił do szkoły katedralnej w Hildesheim. 
Najpóźniej w 1133 został prepozytem katedralnym w Lund – nominowany na to stanowisko przez swego stryja, pierwszego arcybiskupa Lund, Assera. W 1134 otrzymał sakrę biskupa Roskilde, a w 1137 został arcybiskupem Lund, która to archidiecezja wówczas obejmowała całą Skandynawię. W 1147 konsekrował katedrę w Lund. 
Był przyjacielem Bernarda z Clairvaux, odwiedził go w opactwie w Clairvaux i promował cystersów na terenie Danii (zakładał też klasztory innych zakonów, m.in. benedyktynów, augustianów, norbertanów). W 1152 współuczestniczył w założeniu norweskiego arcybiskupstwa w Nidaros (analogiczny plan w stosunku do Szwecji musiał zostać odłożony z uwagi na wojnę domową w tym kraju). W 1156 udał się do grobu Bernarda w Clairvaux, a następnie do Rzymu, gdzie uzyskał potwierdzenie zakresu praw arcybiskupstwa, potrzebne wobec zakusów ich ograniczenia przez arcybiskupów Bremy. W drodze powrotnej został uwięziony, prawdopodobnie z inspiracji tych ostatnich. Po powrocie brał udział w wyprawach króla duńskiego Waldemara I Wielkiego przeciwko pogańskim Słowianom połabskim. Wkrótce jednak rozpoczął się konflikt między arcybiskupem i królem: m.in. Eskil poparł papieża Aleksandra III, zaś Waldemar związanego z Cesarstwem Wiktora IV. 
Z tego powodu Eskil opuścił Danię, w 1161 odbył podróż do Rzymu i Ziemi Świętej, a następnie zamieszkał we Francji. Tam w 1164 nadał paliusz arcybiskupi Stefanowi, pierwszemu arcybiskupowi Uppsali (zachował jednak prymat Lund nad Uppsalą), wyświęcił też kilku innych biskupów. Do Lund powrócił dopiero w 1167, gdy spór z Waldemarem został zakończony. W 1169 uczestniczył w kolejnej krucjacie przeciw Wendom (zakończonej zdobyciem Rugii) a ok. 1171 uczestniczył w wyprawie przeciwko wagryjskiemu Oldenburgowi. 
Ustąpił z zajmowanego stanowiska w 1177 i udał się do Clairvaux, gdzie jako mnich żył aż do śmierci w 1181, tam również został pochowany. Czczony był przez cystersów jako błogosławiony.